# Roman Alekszejevics Jerjomenko
Roman Alekszejevics Jerjomenko (finn nevén Roman Eremenko, néhol tévesen Roman Jeremenko)  (Moszkva, 1987. március 19. –) orosz származású finn válogatott, labdarúgó, a CSZKA Moszkva egykori játékosa. 2016-ban két évre kokain használata miatt két évre eltiltották a profi labdarúgástól. Jelenleg a finn FC Honka játékosa.

## Életpályája
2016 novemberében  a Bayer Leverkusen–CSZKA Moszkva BL-mérkőzés után a játékos szervezetében kokaint találtak, ezért az UEFA két évre eltiltotta őt.